# Rafael Tolói
Rafael Tolói, född 10 oktober 1990, är en brasiliansk-italiensk fotbollsspelare som spelar för Atalanta. Han har även representerat det italienska landslaget.

## Karriär
Den 31 januari 2014 lånades Tolói ut från São Paulo till Roma på ett låneavtal över resten av säsongen 2013/2014. Den 26 augusti 2015 värvades Tolói av Atalanta.